# Taenaris avarea
Taenaris avarea är en fjärilsart som beskrevs av Hans Fruhstorfer 1916. Taenaris avarea ingår i släktet Taenaris och familjen praktfjärilar. Inga underarter finns listade i Catalogue of Life.